# CFU Club Championship 2000
Navigation
Édition précédente Édition suivante
La CFU Club Championship 2000 est la troisième édition de cette compétition.
La compétition se conclut sur la victoire des Trinidadiens du Joe Public FC, tenants du titre.

## Premier tour

### Groupe A
Joué à Trinité-et-Tobago
| Team              | Pts | J | G | N | D | Bp | Bc | Diff |
| ----------------- | --- | - | - | - | - | -- | -- | ---- |
| 1. Joe Public FC  | 9   | 3 | 3 | 0 | 0 | 14 | 0  | +14  |
| 2. SV Robinhood   | 4   | 3 | 1 | 1 | 1 | 7  | 9  | -2   |
| 3. RKVFC Sithoc   | 2   | 3 | 0 | 2 | 1 | 4  | 11 | -2   |
| 4. Harlem Bombers | 1   | 3 | 0 | 1 | 2 | 4  | 9  | -5   |

| Joe Public | 2-0 | Harlem    |
| Sithoc     | 2-2 | Robinhood |
| Sithoc     | 2-2 | Harlem    |
| Joe Public | 5-0 | Robinhood |
| Robinhood  | 5-2 | Harlem    |
| Joe Public | 7-0 | Sithoc    |

### Groupe B
Joué en Jamaïque
| Team                      | Pts | J | G | N | D | Bp | Bc | Diff |
| ------------------------- | --- | - | - | - | - | -- | -- | ---- |
| 1. Harbour View           | 9   | 3 | 3 | 0 | 0 | 9  | 0  | +9   |
| 2. Violette AC            | 6   | 3 | 2 | 0 | 1 | 9  | 7  | +2   |
| 3. Paradise Football Club | 3   | 3 | 1 | 0 | 2 | 2  | 3  | -1   |
| 4. Roots Alley Ballers    | 0   | 3 | 0 | 0 | 3 | 1  | 11 | -10  |

| Harbour View | 5-0 | Violette |
| Paradise     | 1-0 | Ballers  |
| Harbour View | 1-0 | Paradise |
| Violette     | 7-1 | Ballers  |
| Harbour View | 3-0 | Ballers  |
| Violette     | 2-1 | Paradise |

### Groupe C
Joué à Antigua-et-Barbuda
| Team                      | Pts | J | G | N | D | Bp | Bc | Diff |
| ------------------------- | --- | - | - | - | - | -- | -- | ---- |
| 1. W Connection FC        | 5   | 3 | 1 | 2 | 0 | 15 | 4  | +11  |
| 2. Empire FC              | 5   | 3 | 1 | 2 | 0 | 10 | 4  | +6   |
| 3. Tivoli Gardens         | 5   | 3 | 1 | 2 | 0 | 7  | 5  | +2   |
| 4. Café Sisserou Strikers | 0   | 3 | 0 | 0 | 3 | 3  | 22 | -19  |

| Tivoli       | 1-1  | W Connection |
| Empire       | 6-0  | Strikers     |
| W Connection | 11-0 | Strikers     |
| Empire       | 1-1  | Tivoli       |
| Empire       | 3-3  | W Connection |
| Tivoli       | 5-3  | Strikers     |

### Groupe D
Liste des participants :
- Club franciscain - forfait
- Carioca Port-au-Prince - vainqueur par défaut
- Café Sisserou Strikers - transféré dans le Groupe C

## Groupe des vainqueurs
Joué à Trinité-et-Tobago
| Team                      | Pts | J | G | N | D | Bp | Bc | Diff |
| ------------------------- | --- | - | - | - | - | -- | -- | ---- |
| 1. Joe Public FC          | 5   | 3 | 1 | 2 | 0 | 3  | 2  | +1   |
| 2. W Connection FC        | 4   | 3 | 1 | 1 | 1 | 4  | 3  | +1   |
| 3. Harbour View           | 4   | 3 | 1 | 1 | 1 | 4  | 5  | -1   |
| 4. Carioca Port-au-Prince | 2   | 3 | 0 | 2 | 1 | 3  | 4  | -1   |

| W Connection | 3-1 | Harbour View |
| Joe Public   | 1-1 | Carioca      |
| Joe Public   | 1-1 | Harbour View |
| W Connection | 1-1 | Carioca      |
| Joe Public   | 1-0 | W Connection |
| Carioca      | 1-2 | Harbour View |

Joe Public FC se qualifie pour la Coupe des champions de la CONCACAF 2000.

## Meilleurs buteurs
|    | Joueur            | Club            | Buts |
| -- | ----------------- | --------------- | ---- |
| 1. | Jose Maria Manoel | W Connection FC | 7    |
| 2. | Ranja Christian   | Joe Public FC   | 4    |
| 2. | Ramis Lespinas    | Violette AC     | 4    |
| 2. | Titus Elva        | W Connection FC | 4    |